# Hédi Baccouche

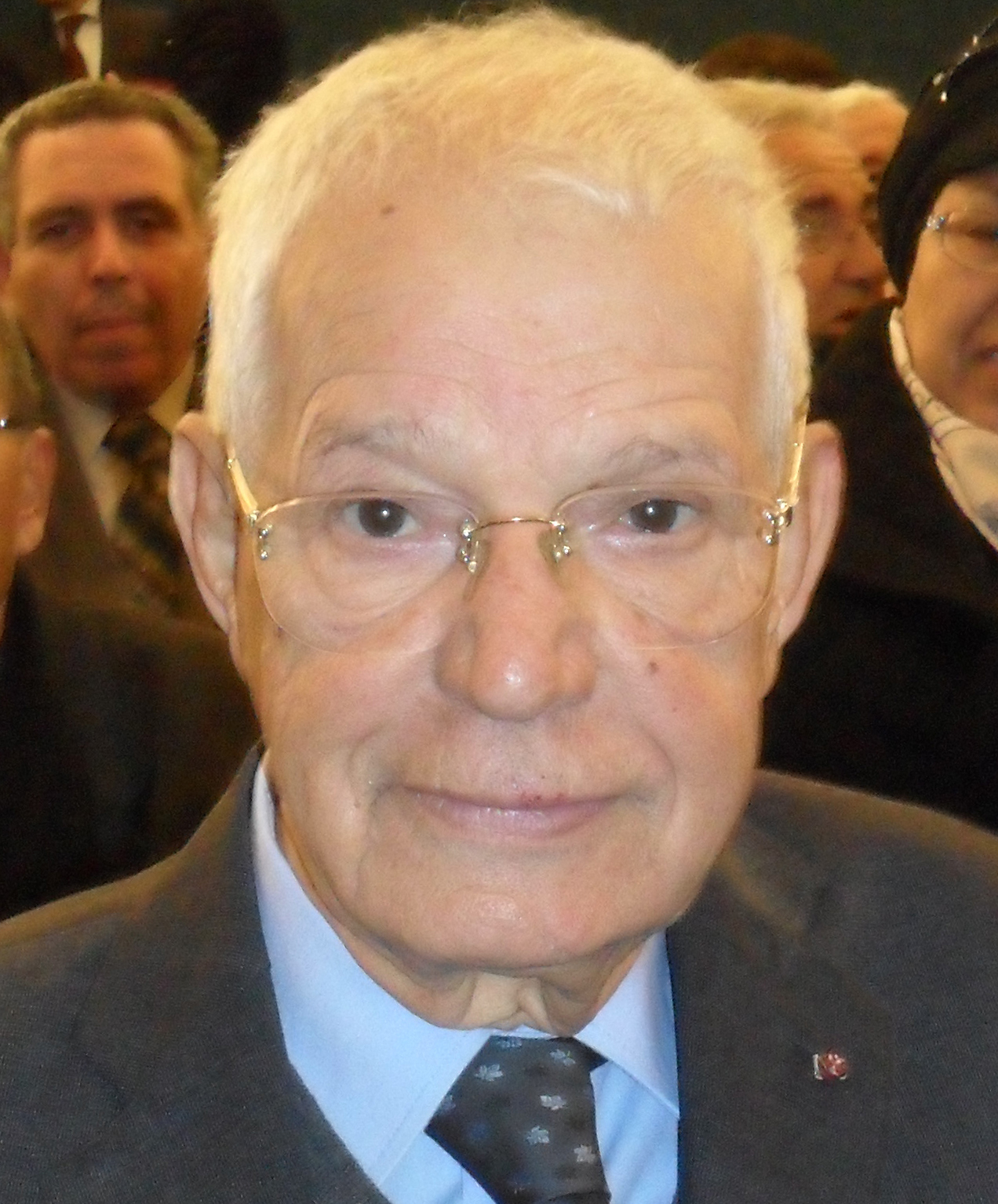
Hédi Baccouche (2013)

Hédi Baccouche (arabisch الهادي البكوش al-Hadi al-Bakkusch, DMG al-Hādī al-Bakkūš; * 15. Januar 1930 in Hammam Sousse bei Sousse; † 21. Januar 2020) war ein tunesischer Politiker und Premierminister von Tunesien.
Noch während seiner Schulzeit an einem Gymnasium in Sousse trat Baccouche 16-jährig in die Neo-Destur-Partei Habib Bourguibas ein und gründete dort 1950 eine Zelle dieser Bewegung, die sich gegen die französische Kolonialherrschaft in Tunesien richtete, weshalb er 1952 von der Kolonialmacht inhaftiert wurde. Danach studierte er an der Sorbonne in Paris Politikwissenschaft und wurde stellvertretender Vorsitzender der Neo-Destur-Studenten in Europa. Nach seinem Studienabschluss kehrte Baccouche zurück und wurde stellvertretender Geschäftsführer der Neo-Destur-Partei. In der seit 1956 unabhängigen Republik Tunesien wurde er unter Präsident Habib Bourguiba Gouverneur von Bizerte, Sfax und Gabès und Mitarbeiter Ahmed Ben Salahs, des Staatssekretärs für Plan und Finanzen und starken Mannes der tunesischen Regierung in den 1960er Jahren. Nach dessen Sturz 1969 und der Abkehr von dessen sozialistischem Wirtschaftsprogramm schaffte es Baccouche, sich im engsten Kreis der Macht zu halten und wurde 1971 Berater des Ministerpräsidenten Hédi Nouira.
1979 wurde Baccouche Generalkonsul in Lyon und war 1981/82 Botschafter in der Schweiz, beim Heiligen Stuhl sowie später in Algerien. 1984 kehrte er nach Tunesien als Geschäftsführer der regierenden Neo-Destur-Partei zurück und wurde 1987 Sozialminister. Am 7. November 1987 wurde er als Nachfolger von Zine el-Abidine Ben Ali, der Habib Bourguiba als Präsident in einem unblutigen Staatsstreich erfolgreich abgelöst hatte, neuer Premierminister. Zugleich wurde Baccouche neuer Generalsekretär der faktisch vom Präsidenten beherrschten, neuformierten Regierungspartei Rassemblement constitutionnel démocratique (RCD). Am 27. September 1989 löste ihn Ben Ali durch Hamed Karoui in beiden Ämtern ab, da Baccouche das Regierungsprogramm öffentlich kritisiert und aus Sicht von Präsident Ben Ali zu viel eigenen Machtanspruch entwickelt hatte. Baccouche gehörte weiterhin dem Zentralkomitee der RCD an, deren Herrschaft in der Revolution in Tunesien 2010/2011 beendet wurde, blieb aber zurückgezogen von der Öffentlichkeit. Nach der Revolution schaltete sich Baccouche mit Wortmeldungen zur Lage des Landes in die öffentliche Debatte ein, in denen er eine Wiederherstellung staatlicher Ordnung und Stabilität forderte und sich mit dem exilierten früheren Präsidenten Ben Ali über die eigene Rolle im Staatsstreich 1987 auseinandersetzte.
Er war einer der 138 Unterzeichner des offenen Briefes Ein gemeinsames Wort zwischen Uns und Euch (englisch A Common Word Between Us & You), den Persönlichkeiten des Islam an „Führer christlicher Kirchen überall“ sandten (13. Oktober 2007).
Am 28. Mai 2005 erhielt er die Ehrendoktorwürde der Universität Sousse.
Er starb am 21. Januar 2020 im Alter von 90 Jahren.

## Veröffentlichungen
- Une identité millénaire. In: Jeune Afrique, 13. August 2006.